# Мантарлян, Оганес Карапетович
Оганес Карапетович Мантарлян (5 марта 1935, Ереван — 2003, Ереван) — советский футболист, защитник. Тренер. Мастер спорта СССР.
С 1956 года — в составе ереванского «Спартака». За клуб (с 1963 года — «Арарат») выступал до 1964 года, провёл 136 игр. В чемпионате СССР (1960—1963) — 96 игр. В 1966 году провёл одну игру за «Ширак» Ленинакан.
В 1967, 1980, 1986 годах — тренер в «Арарате». В 1981 году — старший тренер «Ширака» в 1982 — «Спартака» Октембрян. В сезоне 1996/97 — тренер в «Ереване».